# Saint-Pierre-sur-Orthe
Saint-Pierre-sur-Orthe est une ancienne commune française, située dans le département de la Mayenne en région Pays de la Loire, peuplée de 471 habitants.
Le 1er janvier 2021, la commune nouvelle de Vimartin-sur-Orthe est créée avec la fusion des trois communes de Vimarcé, Saint-Pierre-sur-Orthe et Saint-Martin-de-Connée, toutes devenues communes déléguées.
La commune fait partie de la province historique du Maine, et se situe dans le Bas-Maine.

## Géographie
La commune est à la limite de la Sarthe et de la Mayenne, dans une région bocagère et vallonnée, au sud du massif des Coëvrons. Son bourg est à 7 km au nord-ouest de Sillé-le-Guillaume, à 13 km au sud-est de Bais, à 18 km au nord-est d'Évron et à 19 km au sud de Villaines-la-Juhel.
La vallée d'Orthe qui traverse la commune a donné son nom à divers groupes et associations locales, comme le club de football, le club de ping-pong, la chorale et la troupe de théâtre.
Cette commune est située à une altitude entre 122 et 301 m et accueille naturellement des sources qui sont exploitées pour l'approvisionnement en eau potable des communes alentour.
La forêt de Sillé, plus haute en altitude, forme une frontière naturelle entre Saint-Pierre et la Sarthe (col de la Galerie). Le bois de Clairet occupe également une hauteur sur Saint-Pierre.
| Saint-Thomas-de-Courceriers | Saint-Germain-de-Coulamer | Saint-Germain-de-Coulamer                             |
| Saint-Martin-de-Connée      | Saint-Pierre-sur-Orthe    | Mont-Saint-Jean (Sarthe), Sillé-le-Guillaume (Sarthe) |
| Vimarcé                     | Vimarcé, Le Grez (Sarthe) | Le Grez (Sarthe)                                      |

### Climat
Pour des articles plus généraux, voir Climat des Pays de la Loire et Climat de la Mayenne.
En 2010, le climat de la commune est de type climat océanique altéré, selon une étude du CNRS s'appuyant sur une série de données couvrant la période 1971-2000. En 2020, Météo-France publie une typologie des climats de la France métropolitaine dans laquelle la commune est exposée à un climat océanique et est dans la région climatique  Moyenne vallée de la Loire, caractérisée par une bonne insolation (1 850 h/an) et un été peu pluvieux. 
Pour la période 1971-2000, la température annuelle moyenne est de 10,7 °C, avec une amplitude thermique annuelle de 14 °C. Le cumul annuel moyen de précipitations est de 785 mm, avec 12,8 jours de précipitations en janvier et 6,9 jours en juillet. Pour la période 1991-2020, la température moyenne annuelle observée sur la station météorologique de Météo-France la plus proche, sur la commune de Rouessé-Vassé à 6 km à vol d'oiseau, est de 11,7 °C et le cumul annuel moyen de précipitations est de 806,9 mm,. Pour l'avenir, les paramètres climatiques de la commune estimés pour 2050 selon différents scénarios d'émission de gaz à effet de serre sont consultables sur un site dédié publié par Météo-France en novembre 2022.

## Toponymie
La paroisse était dédiée à l'apôtre Pierre. 
Par décret du 14 décembre 1863, Saint-Pierre-de-la-Cour (canton de Bais, Saint-Pierre la Cour sous la Révolution) a pris le nom de « Saint-Pierre-sur-Orthe », pour éviter une confusion avec Saint-Pierre-la-Cour (canton de Loiron). L'Orthe traverse le territoire au nord du bourg.
Le gentilé est Pétrucien.

## Histoire
Saint-Pierre-sur-Orthe est plus proche du Mans, préfecture de la Sarthe, que de Laval, préfecture de la Mayenne. Historiquement, la commune a appartenu au Maine puis à la Mayenne lors de la création des départements en 1790.
La commune a connu son apogée au regard de la population au XIXe siècle, ce qui était lié à l'activité des fours à chaux au hameau de la Boissière.

## Politique et administration

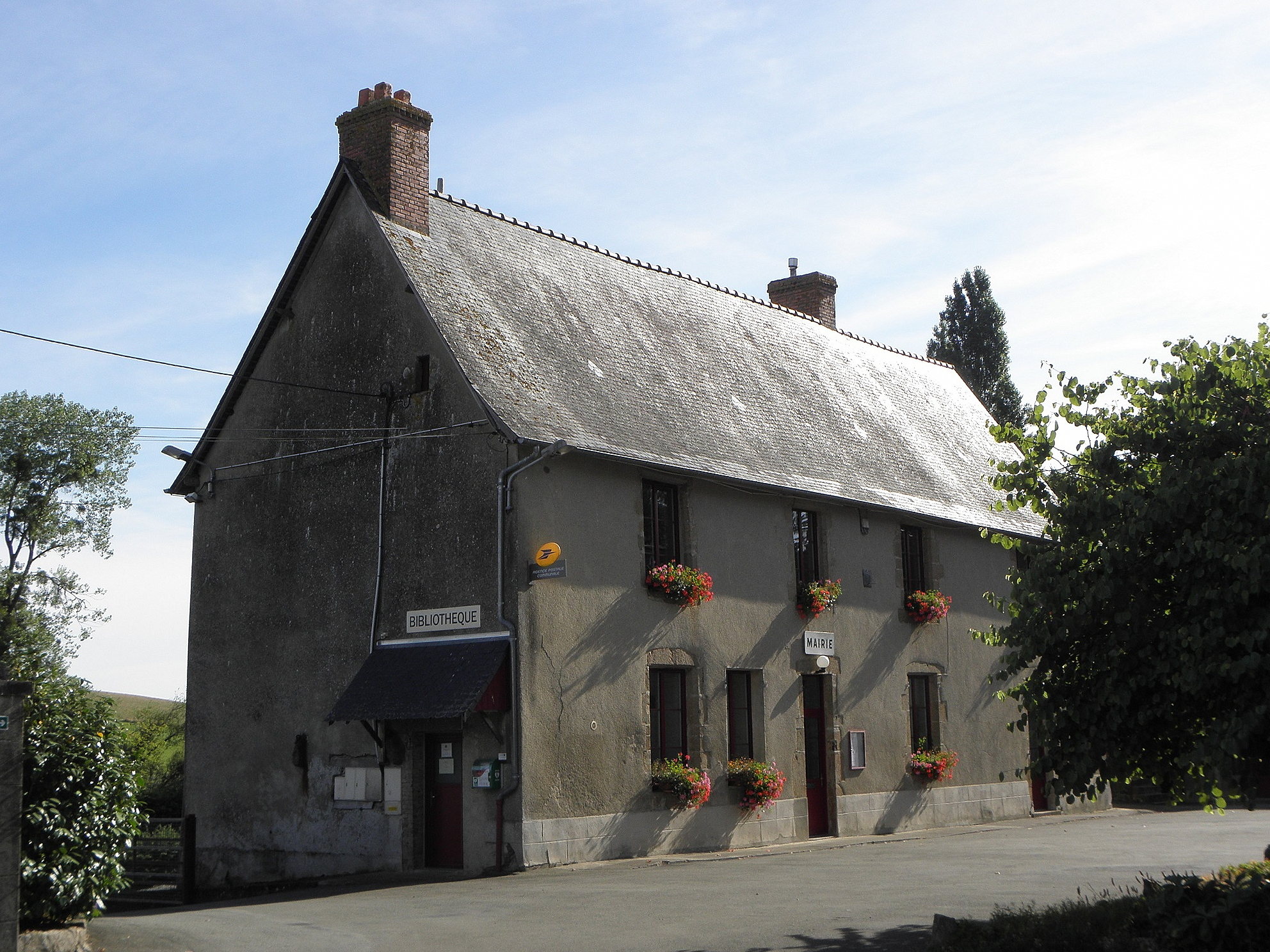
La mairie.

| Période      | Période      | Identité          | Étiquette | Qualité                              |
| ------------ | ------------ | ----------------- | --------- | ------------------------------------ |
| janvier 2021 | février 2021 | Didier Del Bianco | SE        | Retraité, ancien gérant d’entreprise |
| février 2021 | En cours     | Roland Beunaiche  |           | Gardien de nuit retraité             |

## Population et société

### Démographie
En 2021, la commune comptait 471 habitants, en évolution de +2,61 % par rapport à 2015 (Mayenne : −0,73 %, France hors Mayotte : +2,11 %).
Saint-Pierre-sur-Orthe (à l'époque Saint-Pierre-de-la-Cour) a compté jusqu'à 2 397 habitants en 1856.
| 1793 | 1800  | 1806  | 1821  | 1831  | 1836  | 1841  | 1846  | 1851  |
| ---- | ----- | ----- | ----- | ----- | ----- | ----- | ----- | ----- |
| 711  | 1 782 | 1 791 | 1 517 | 2 115 | 2 102 | 2 150 | 2 180 | 2 258 |

| 1856  | 1861  | 1866  | 1872  | 1876  | 1881  | 1886  | 1891  | 1896  |
| ----- | ----- | ----- | ----- | ----- | ----- | ----- | ----- | ----- |
| 2 397 | 2 379 | 2 303 | 2 222 | 2 122 | 1 953 | 1 870 | 1 815 | 1 716 |

| 1901  | 1906  | 1911  | 1921  | 1926  | 1931  | 1936  | 1946  | 1954 |
| ----- | ----- | ----- | ----- | ----- | ----- | ----- | ----- | ---- |
| 1 570 | 1 489 | 1 420 | 1 190 | 1 121 | 1 019 | 1 024 | 1 042 | 983  |

| 1962 | 1968 | 1975 | 1982 | 1990 | 1999 | 2006 | 2007 | 2012 |
| ---- | ---- | ---- | ---- | ---- | ---- | ---- | ---- | ---- |
| 886  | 785  | 660  | 565  | 542  | 531  | 489  | 483  | 459  |

| 2017 | 2021 | - | - | - | - | - | - | - |
| ---- | ---- | - | - | - | - | - | - | - |
| 463  | 471  | - | - | - | - | - | - | - |

## Culture locale et patrimoine

### Lieux et monuments
- Église Saint-Pierre, d'origine romane. Elle existait déjà au XIIe siècle mais a été remaniée à plusieurs reprises et agrandie. Les stalles du XVIIe siècle et un tableau (L'Institution du Rosaire) peint en 1627 par Jean Duhay et repeint en 1745 par Claude Bouchard sont classées à titre d'objets aux Monuments historiques[17],[18].
- Ancien auditoire de justice de la seigneurie d'Orthe[19].
- Anciens fours à chaux de la Boissière.
- Château des Bois, du XVIIe siècle.

### Personnalités liées à la commune
- Guillaume Turmeau (XVIIe siècle), né à Saint-Pierre, religieux.
- Pierre Chaignon (1791 à Saint-Pierre - 1883), prêtre, jésuite.
- Mgr Vital-Justin Grandin (1829 à Saint-Pierre - 1902), baptisé à l'église de Saint-Pierre, missionnaire dans le Grand Nord canadien.
- Père Jacques André, prêtre catholique, baptisé à l'église de Saint-Pierre, l'un des 14 martyrs de Laval.

### Cinéma
Le film sorti en 2019 Au nom de la terre réalisé par Édouard Bergeon et mettant notamment en scène Guillaume Canet dans le rôle d'un agriculteur et éleveur mayennais, a été tourné à Saint-Pierre-sur-Orthe.

### Héraldique
| Blason de Saint-Pierre-sur-Orthe | Blason  | D'argent à la fontaine d'azur, posée sur une champagne du même chargée de trois quintefeuilles d'or, la fontaine accostée de deux clés de sable, les pannetons affrontés. |
| Blason de Saint-Pierre-sur-Orthe | Détails | Adopté le 24 juin 1999. |